# Radla
Radla (vagy Radula, illetve tévesen: Radla Sebestyén; 10. század – 11. század) bizonytalan életutú cseh katolikus főpap, a harmadiknak számontartott esztergomi érsek volt 1002 és 1007 között.

## Élete
Prágai Szent Adalberttel együtt tanultak a magdeburgi dóm iskolájában, majd Adalbert kísérője lett. Feltehető, hogy 995-től Géza magyar fejedelem környezetében élt. Valamikor 1002 és 1007 között I. István magyar király esztergomi érsekké nevezte ki.
Későbbi korokban több magas egyházi méltósággal összekeverték, néha a neve, néha a tisztsége alapján. Nevük hasonlósága alapján a Szent Gellért-legendából ismert Rasina apáttal azonosították tévesen. Később személye olyannyira eggyé vált Sebestyén püspökkel, hogy a két személyt Radla Sebestyén néven egyesítették a leírásokban. Utóbb Szent Asztrikkal azonosították amiből szintén egy új név keletkezett: Szent Asztrik Anasztáz Radla. Az utóbbi két személy életútjával való összemosást okozhatta, hogy egymást váltva töltötték be az esztergomi érseki pozíciót, valamennyiük esetében a méltóság viselésének a dátumát illetően van bizonytalanság.
| Elődje: Sebestyén | Esztergomi érsek 1002 és 1007 között | Utódja: Szent Asztrik |